# 和歌山県道16号和歌山港線
和歌山県道16号和歌山港線（わかやまけんどう16ごう わかやまこうせん）は、和歌山港から和歌山県和歌山市小松原通に至る県道（主要地方道）である。

## 概要
加納町交差点から終点までは、通称三年坂通りの一部となっている。

### 路線データ
- 路線延長：2.159km[1]
- 起点：和歌山県和歌山市湊（和歌山港）
- 終点：和歌山県和歌山市小松原通1丁目（県庁前交差点）

## 歴史
- 1993年（平成5年）5月11日 - 建設省から、県道和歌山港線が和歌山港線として主要地方道に指定される[2]。

## 地理
路線名は和歌山港としているが、正確には和歌山下津港に内含される和歌山本港を起点とする。取り付け部分がループ橋になっている臨港道路である青岸橋を介して紀の川河口に架かる紀の川河口大橋に接続されているほか、附近には南海和歌山港線和歌山港駅や和歌山下津港全コンテナ取り扱い量の約半分を占める花王和歌山工場が立地している。終点附近の沿線には和歌山県庁が立地し、和歌山城南西側にある県庁前交差点で国直轄国道3路線（国道24号、国道26号、国道42号）と接続する。

### 通過する自治体
- 和歌山市

### 交差する道路
- 和歌山県道15号新和歌浦梅原線（和歌山市加納町・加納町交差点）
- 国道24号（国道26号 重複）・国道42号・和歌山県道138号和歌山野上線（和歌山市小松原通・県庁前交差点、終点）